# Gannett Peak
Gannett Peak je hora ve Spojených státech, která je s výškou 4209 metrů nad mořem nejvyšším vrcholem státu Wyoming.
Gannett Peak leží v pohoří Wind River Range a je součástí kontinentálního rozvodí mezi Tichým a Atlantským oceánem. Prochází jím hranice mezi okresy Fremont County a Sublette County. Na svazích hory se nacházejí chráněná území Bridger-Teton National Forest a Shoshone National Forest a indiánská rezervace Wind River. V blízkosti vrcholu se nacházejí ledovce Gannett Glacier (s rozlohou 3,5 km² největší ledovec kontinentálních USA), Minor Glacier, Dinwoody Glacier a Gooseneck Glacier. 
Hora dostala svůj název v roce 1906 podle amerického zeměpisce a topografa Henryho Gannetta. Vrchol jako první zdolali až v roce 1922 Arthur Tate a Floyd Stahlnaker. Výstup trvá tři až pět dní, vzhledem ke vzdálenosti od obydlených míst a značné lezecké náročnosti je Gannett Peak řazen k nejhůře přístupným horám Spojených států po Denali a zároveň s Granite Peak a Mount Rainier.